# يوكا أوتسوبو
يوكا أوتسوبو (大坪由佳 أوتسوبو يوكا) هي مؤدية أصوات يابانية ولدت في 11 يونيو 1993 في محافظة تشيبا.

## أدوارها في الأنمي

### مسلسلات أنمي تلفزيونية
- هندريد - ليتيا سانت-إميليون
- فتيات كرة الطاولة المشتعلات - تانبوبو تاغوتشي
- هاناياماتا - تامي نيشيميكادو
- كانكولي - كيتاكامي، أوي
- إزحفي يا نياركو-سان - تاماو كوريه
- إزحفي يا نياركو-سان W - تاماو كوريه
- فيفيدريد أوبيريشن - واكابا سايغوسا
- أحجية الشر - ماهيرو بانبا، شينيا بانبا
- آيدولماستر سندريلا جيرلز - كاناكو ميمورا
- ويك أب, جيرلز! - شيهو إيواساكي
- إينوغامي-سان و نيكوياما-سان - أكي هيراغي
- طاغية الحب - ماري شينا
- لعبة الملك ذي أنيميشن - مامي شيروكاوا

### أوفا أنمي
- إزحفي يا نياركو-سان F - تاماو كوريه

### أفلام أنمي
- ويك أب، جيرلز!: النجمات السبع - شيهو إيواساكي
- ويك أب، جيرلز!: ظل الشباب - شيهو إيواساكي
- ويك أب، جيرلز!: بيوند ذا بوتوم - شيهو إيواساكي

## أدوارها في ألعاب الفيديو
- آيدولماستر سندريلا جيرلز - كاناكو ميمورا
- عشيقة (مؤقتة) - سونومي كاكيه

## وصلات خارجية
- يوكا أوتسوبو على موقع IMDb (الإنجليزية)
- يوكا أوتسوبو على موقع ميوزك برينز (الإنجليزية)
- يوكا أوتسوبو على موقع ديسكوغز (الإنجليزية)
- يوكا أوتسوبو على موقع ANN person (الإنجليزية)